# Liste der Kulturdenkmäler in Gamlen
In der Liste der Kulturdenkmäler in Gamlen sind alle Kulturdenkmäler der rheinland-pfälzischen Ortsgemeinde Gamlen aufgeführt. Grundlage ist die Denkmalliste des Landes Rheinland-Pfalz (Stand: 21. September 2023).

## Einzeldenkmäler
| Bezeichnung                          | Lage                           | Baujahr                  | Beschreibung                                                                     | Bild                                    |
| ------------------------------------ | ------------------------------ | ------------------------ | -------------------------------------------------------------------------------- | --------------------------------------- |
| Schulhaus                            | Hauptstraße 10 Lage            | um 1900                  | ehemalige Schule; Backsteinbau, um 1900                                          | BW                                      |
| Katholische Filialkirche St. Stephan | Hauptstraße 31 Lage            | 1878                     | neugotischer Saalbau, 1878; außen: Kruzifix; reliefiertes Kriegerdenkmal 1914/18 | BW                                      |
| Wegekreuz                            | nördlich des Ortes             | 18. Jahrhundert          | Wegekreuz; Podest und Stamm eines Kreuzes, 18. Jahrhundert                       | Direkt Bild zu diesem Denkmal hochladen |
| Wegekreuz                            | südlich des Ortes an der L 109 | 18. oder 19. Jahrhundert | Wegekreuz, 18. oder 19. Jahrhundert                                              | Direkt Bild zu diesem Denkmal hochladen |
| Wegekreuz                            | südlich des Ortes an der L 109 | 1776                     | Wegekreuz, bezeichnet 1776                                                       | Direkt Bild zu diesem Denkmal hochladen |